# Rudy Pérez
Rudy Pérez (Pinar del Río, 14 de maio de 1958) é um compositor, produtor musical e empresário cubano. Pérez tem trabalhado com uma variedade de gêneros, e é conhecido por ter alcançado um alto nível de sucesso com seus temas musicais.Durante os últimos 30 anos, ele já produziu mais de 70 álbuns, e já trabalhou com diversos artistas, incluindo Julio Iglesias, José Feliciano, Christina Aguilera, Luis Fonsi, Marc Anthony, Michael Bolton e Beyoncé.
Ele é o primeiro produtor latino a ganhar o prêmio de "Produtor do Ano" por quatro anos consecutivos pela Billboard.Também foi eleito o mais importante compositor latino, ganhando o título de Produtor da Década.Além disso, em seu trabalho como empresário, ele é dono das gravadoras Rudy Pérez Enterprisese Bullseye Productions.Pérez foi um principal contribuinte para a formação do Grammy Latino,além da versão latina do American Society of Composers, Authors and Publishers (ASCAP).